# 丝路蓟
絲路薊（学名：Cirsium arvense），又名田薊或加拿大薊，是一種分佈在歐洲及亞洲北部的薊屬，並且廣泛引進到其他地方。雖然在北美洲一般稱它為加拿大薊，但是並非來自加拿大。
絲路薊下有兩個變種：
- Cirsium arvense var. arvense：分佈在歐洲大部份地方。葉子下方沒有毛。
- Cirsium arvense var. incanum：分佈在歐洲南部。葉子下方有厚毛。

## 形态
絲路薊是高的草本多年生植物，從地下的根系統形成大型的克隆群落，並於每年春天長出1-1.2米高的莖。於夏天，莖很多是會部份躺下，若有其他植物支撐，則仍會保持挺直。葉子有很多尖刺，長15-20厘米及闊2-3厘米。花序的直徑長1-2.2厘米，所有小花的形狀相似。花朵一般都是雌雄異體的，但並非沒有不同，其中一些植株則會有雌雄同體的花朵。種子長4-5毫米，有冠毛，可以經風力傳播。

## 生態

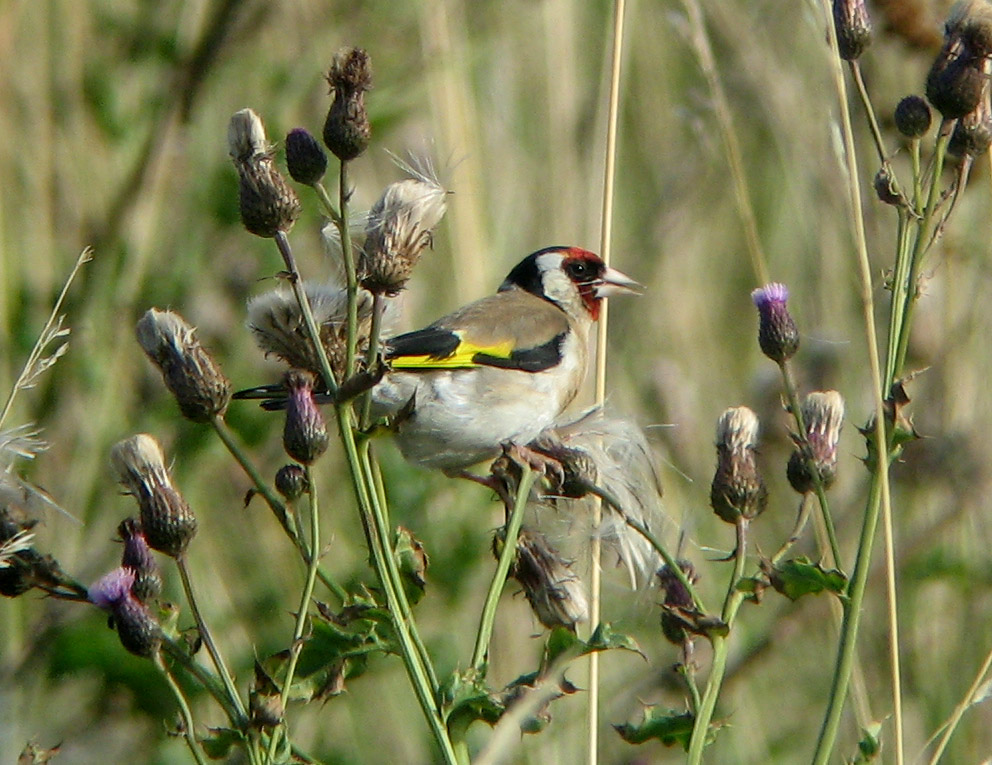
正在吃絲路薊種子的金翅雀。

絲路薊的種子是歐洲金翅雀及赤胸朱頂雀的重要食物，亦是其他雀科的食物之一。絲路薊葉子是鱗翅目超過20個物種及一些蚜蟲的食物，當中包括小紅蛺蝶及埃尺蛾等。

## 狀況
絲路薊一直被廣泛認為是一種野草，如在英國，它就被定為「有害的野草」。它們在很多地區亦是嚴重入侵物種，一般是作為糧食種子的污染物而被引入這些地區。在很多國家，如澳洲、巴西、加拿大、新西蘭及美國都將它定為有害的野草，一些國家甚至限制它們或其部份的引入。

## 用途
絲路薊的根是可以吃的，以主根最有營養，不過卻有傾向令一些人放屁。葉子也是可以吃的，但清除尖刺卻令人感到厭煩。